# Acacia implexa
Espèce
Acacia implexa est une espèce de plantes à fleurs de la famille des Fabacées. C'est un arbre  poussant dans l'est de l'Australie.

## Description
C'est un arbre pouvant atteindre 12 m de haut, aux grandes phyllodes falciformes (20 cm de long) aux fleurs en boules crème.

## Galerie

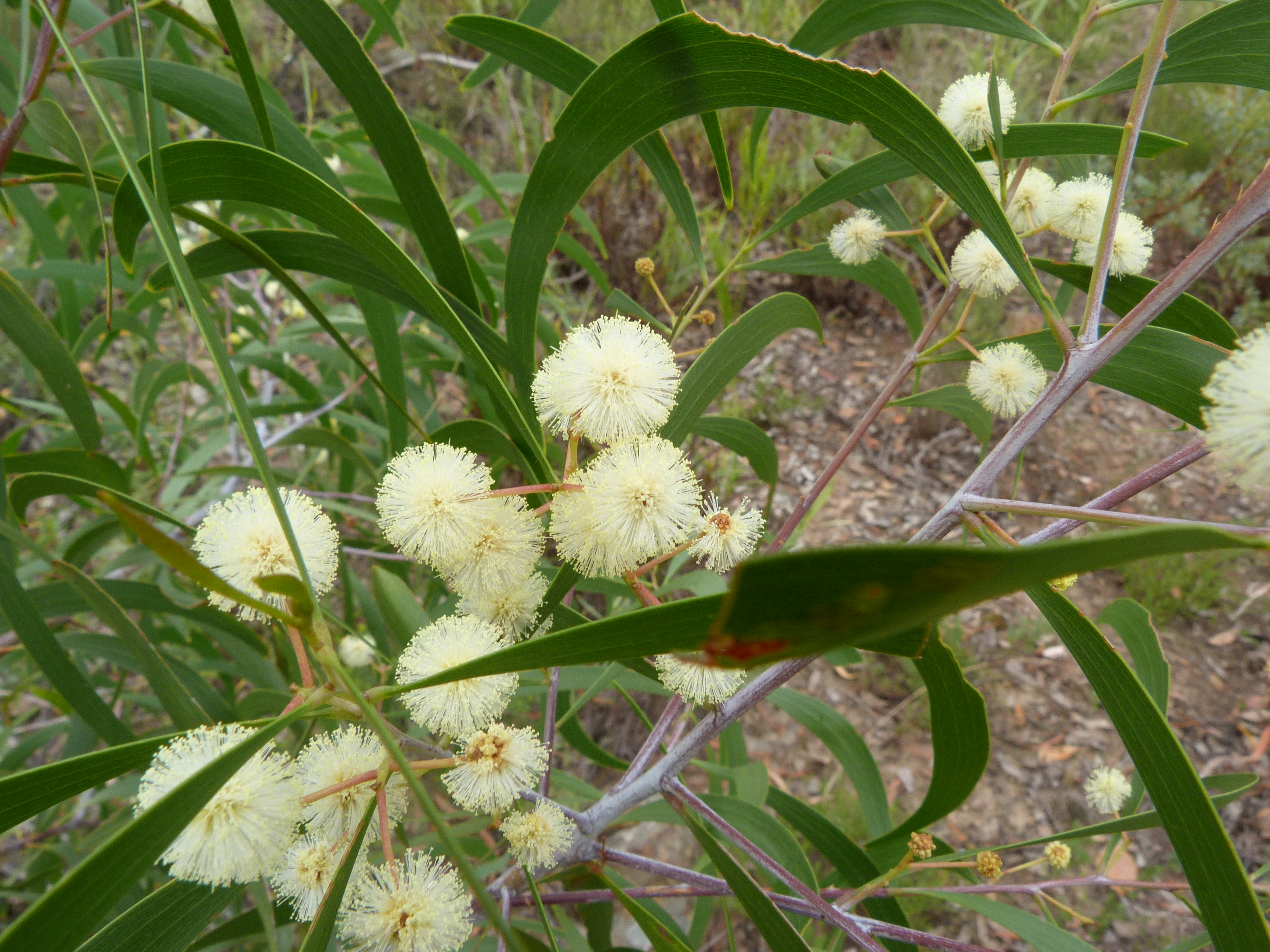
Fleurs.
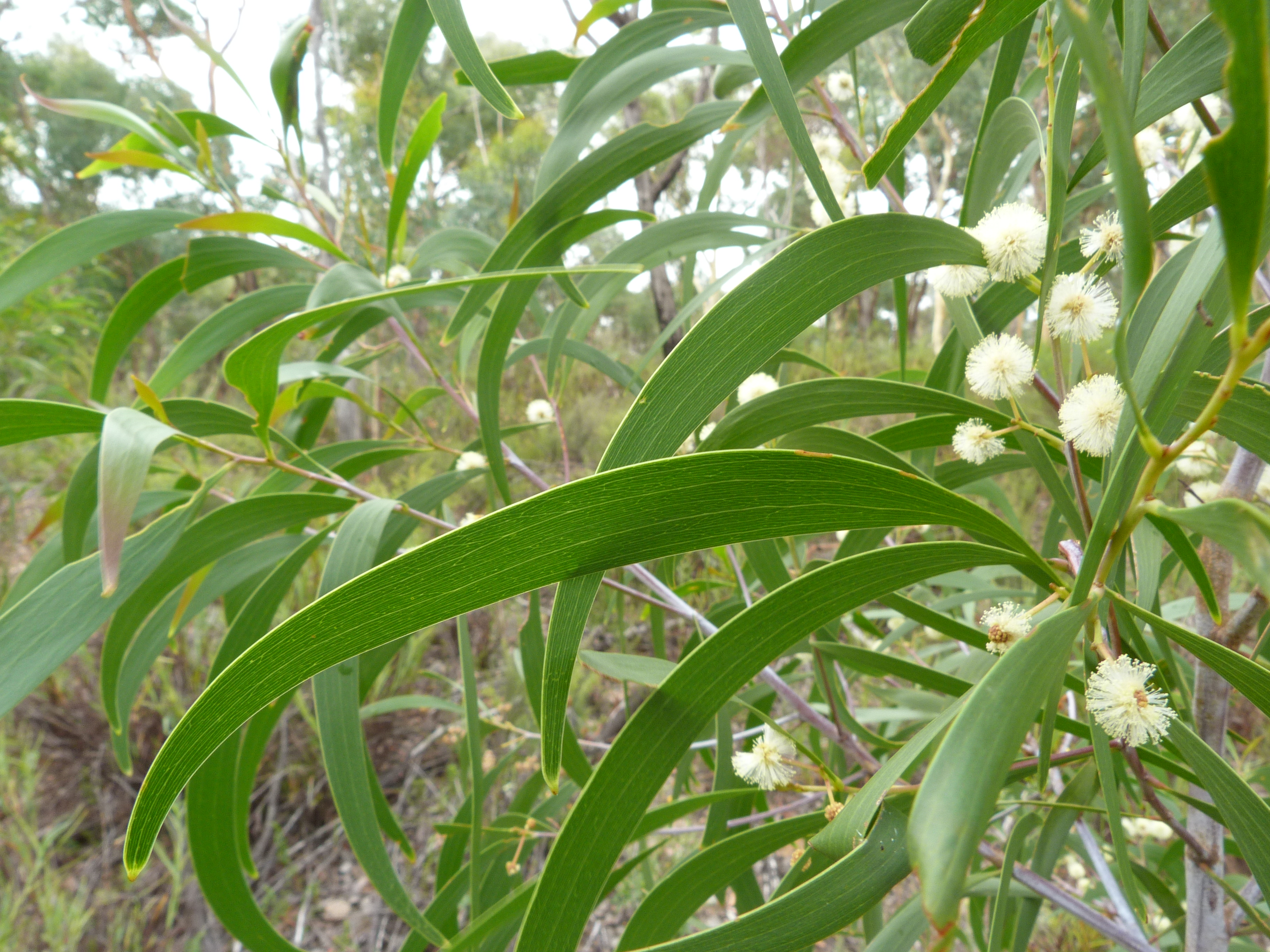
Feuilles.
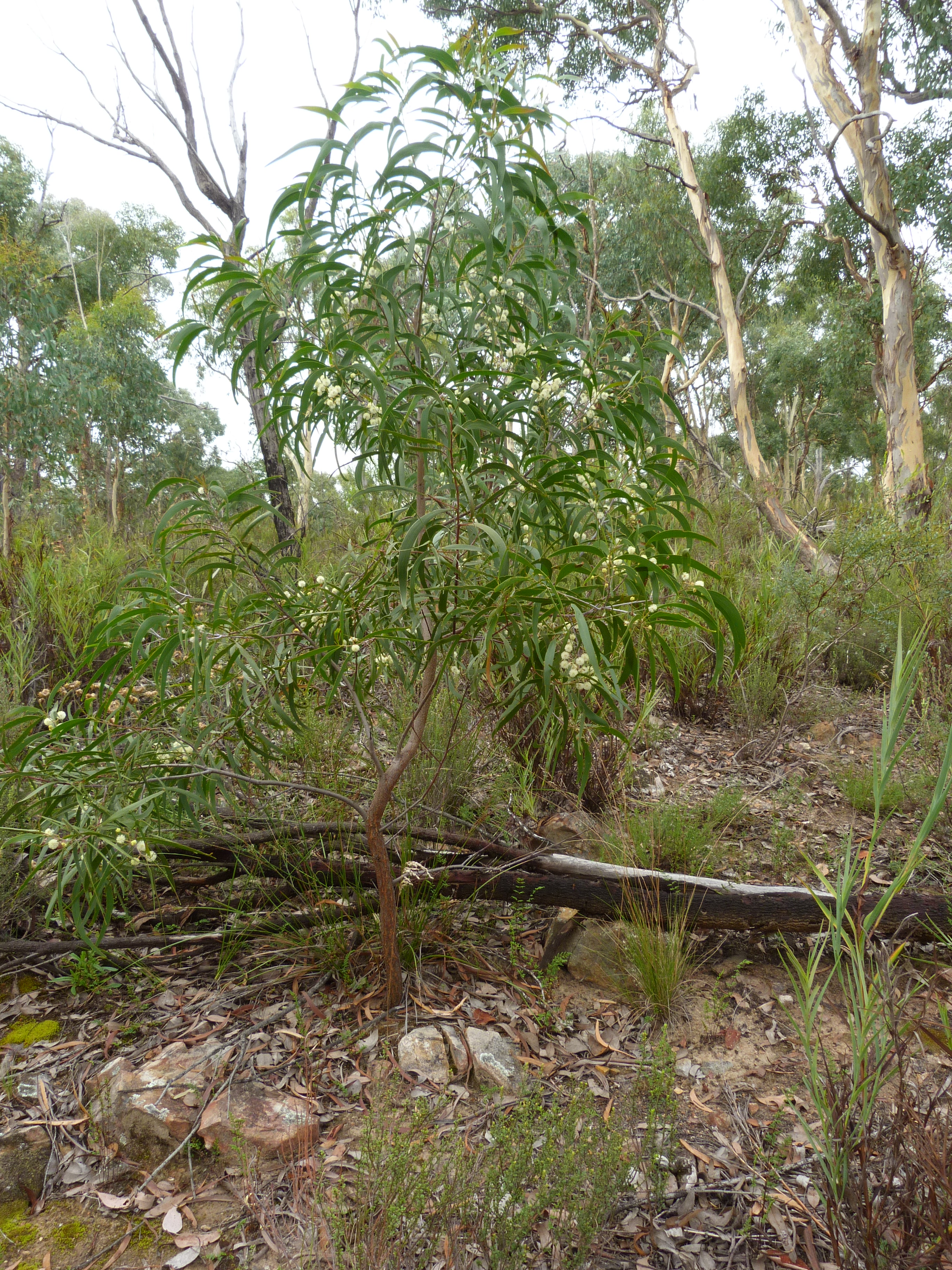
Jeune.